# Нижньогородська духовна семінарія
Нижньогородська духовна семінарія — навчальний заклад Нижньогородської і Арзамаської єпархії Російської православної церкви (безпатріаршої). Семінарія готувала священно- і церковнослужителів. Заснована 1721 та ліквідована 1918.

## Історія
Струнка система регулярного духовної освіти з'явилася в Московії з часів Петра I. Його так званим «Духовним регламентом» 1721 було встановлено обов'язкову духовну освіту для дітей священнослужителів.
Першим з єпархіальних архієреїв на указ імператора відгукнувся єпископ Нижньогородський і Алатирський Питирим (1719–1738). При архієрейському будинку в Нижньогородському Кремлі 29 березня 1721 (у середу шостої седмиці Великого посту) були відкриті дві граматичні — елліно-грецька та слов'яно-російська школи і одна підготовча букварна школа. У перші дві школи відібрали дітей, які вже мають якусь підготовку та показали гарні результати при відборі, а в букварну направили тох, хто ще потребує підготовки (причому в першому наборі таких стало більшість). З цього моменту і починається відлік в історії першої в Московії семінарії, що дала країні видатних церковних пастирів, вчених-богословів і просвітителів.
Спочатку семінарські класи розміщувалися в архієрейському будинку в Кремлі. У 1743 році єпископ Дмитро (Сеченов) на свої кошти купив у купецької вдови Пушніковой «кам'яницю» і семінарія була переведена на Благовіщенську площу, яка згодом стала називатися Семінарською. Семінарія являла собою комплекс з декількох будівель: «в наступному вигляді: кам'яна будівля <…>, в якому містилися чотири» школи «або класу; верхній поверх цієї будівлі був дерев'яний всередині оштукатурений і покритий тесом; в цьому будівля містилася так само і семінарська контора. Другий кам'яний корпус <…> укладав у себе — в нижньому поверсі хлібопекарню і баню, а у верхньому були влаштовані дві великі кімнати для приміщення казеннокоштних учнів Семінарії і дві холодні кімнати для бібліотеки; будівля було вкрите тесом. Нарешті остання кам'яна будівля при Семінарії була поварня восьмиугольна <…>. Крім кам'яних було ще кілька дерев'яних будівель: одне з них — служило приміщенням для вчителів, решта ж будівлі були службами: поварня, два льохи, комору для хлібних припасів та інше».
Семінарія знаходилася тут до 1918 року, коли будівля була забрана радянською владою. Однак ще в 1880 році обговорювалося питання про ремонт семінарських приміщень, або про переміщення семінарії в інше місце. У 1823 році стара будівля семінарії згоріло і на його місці в 1826–1829 роках «на казенний рахунок» (122 тис. руб.) Було побудовано нове; і донині на площі Мініна і Пожарського стоїть ця восьмиколонна будівлю.
Дуже насиченою була програма семінарії. Окрім загальноосвітніх спеціалізованих предметів викладалися різні мови: грецька, латинська, єврейська, французька і німецька, а також точні науки: фізика, математика. Крім того, в програму були включені: живопис, іконопис і навіть гімнастика.
Стрункі традиції, вдячна пам'ять про покровителів і наставників, постійне прагнення до вдосконалення навчальної системи та побуту — все це дозволило Нижньогородськії духовнії семінарії стати одним з найкращих навчальних закладів Московії. У її стінах зросла чимало видатних ієрархів Церкви, благочестивих пастирів, діяльних місіонерів, знаменитих учених і проповідників.
У 1886 році в семінарії було організовано особливе Церковне Старохранилищехранилище (склад стародавнього церковного начиння, облачення і книг), яке і дало початок формування першого церковного музею. Тут були старовинні рукописи, стародруки та документи, пам'ятники живопису, іконографії, грошові знаки і різне церковне начиння.

## Ректори
- архімандрит Костянтин (Борковський) (1772–1773)
- архімандрит Огій (Колосовський) (1773–1774)
- архімандрит Іосаф (1774–1778)
- протоієрей Григорій Хатунцевський (1778–1794)
- архімандрит Ієронім (Понятовський) (1794–1799)
- архімандрит Гедеон (Ільїн-Замацький) (1800–1802)
- архімандрит Іринарх (1803–1818)
- архімандрит Гавриїл (Городков) (1818–1828)
- архімандрит Сергій (Орлов) (1828–1833)
- архімандрит Платон (Казанський) (травень 1833, кілька днів)
- архімандрит Інокентій (Некрасов) (1833–1842)
- архімандрит Аполлоній (Матвіївський) (1842–1851)
- архімандрит Феофіл (Надєждін) (1851–1857)
- архімандрит Паїсій (Понятовський) (1857–1858)
- архімандрит Ювеналій (Карюк) (1858–1868)
- протоієрей Андрій Стєклов (1868–1882)
- протоієрей Геннадій Годнєв (1882–1910)
- протоієрей Іоанн Померанцев (1910–1918)